# Autobahnbrücke Siebenlehn

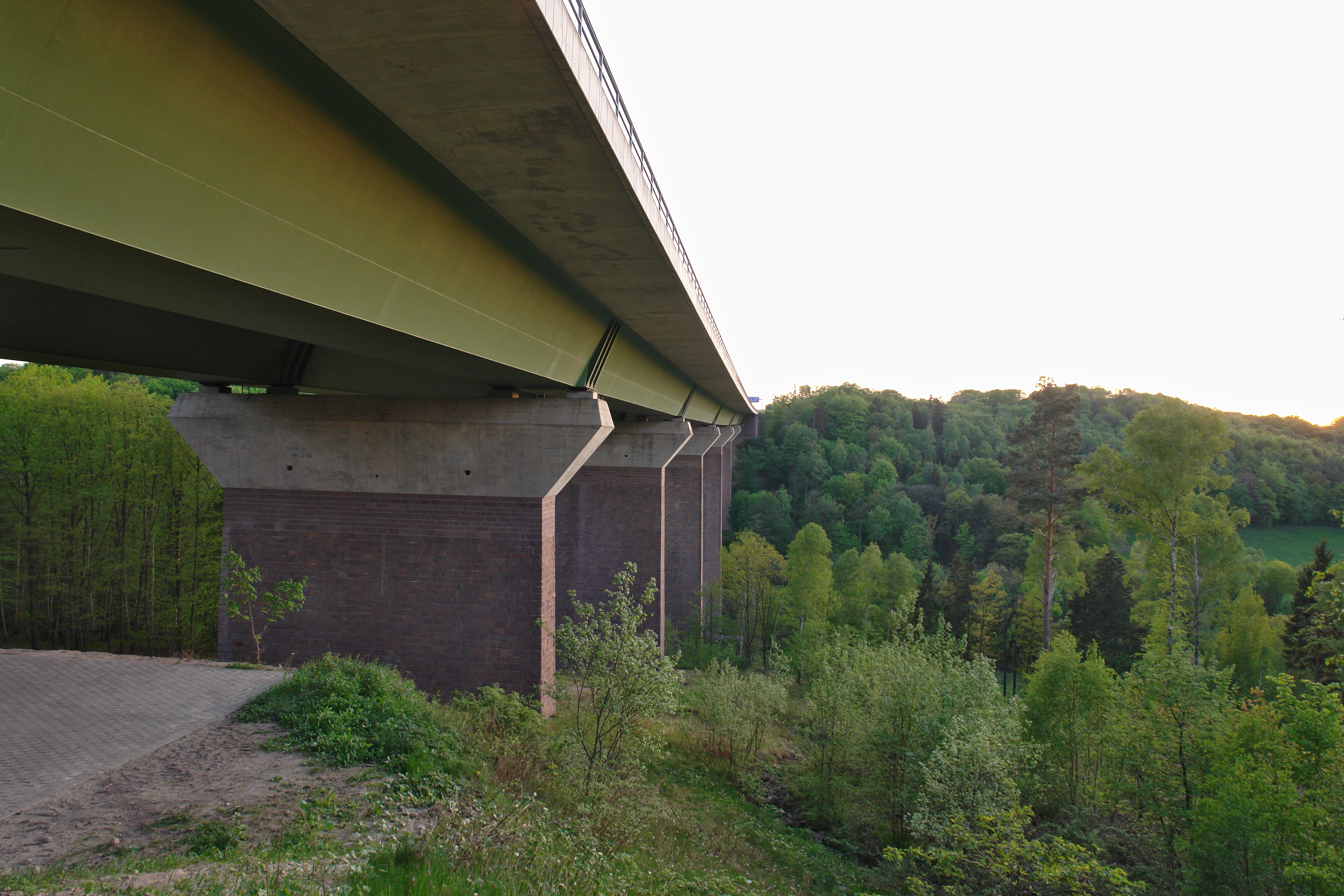
Autobahnbrücke Siebenlehn

Die Autobahnbrücke Siebenlehn (auch als „Talbrücke Siebenlehn“ bezeichnet) ist eine etwa 413 Meter lange Hohlkastenbrücke der Bundesautobahn 4 über die Freiberger Mulde. Sie gehört zur Teilstrecke Dresden–Chemnitz und liegt im Gebiet der Kleinstadt Nossen im Landkreis Meißen in unmittelbarer Nähe des Großschirmaer Stadtteils Siebenlehn. Die ursprünglich Mitte der 1930er Jahre erbaute Brücke war damals mit ungefähr 70 Metern über Talgrund die höchste Autobahnbrücke Europas. Während der Planung und Ausführung hatte das Bauwerk auch die Bezeichnung „BW 59“ der Strecke 83 (Chemnitz–Dresden).

## Planung
Mehrere Unternehmen, darunter MAN-Werk Gustavsburg, Union, Krupp, Lauchhammer und Demag, reichten entsprechende Entwürfe zum Bau einer Brücke in Stahlbauweise (Überbau) ein. Der Überbau sollte auf mit Naturstein verblendeten Stampfbetonpfeilern oder auch auf reinen Stahlpfeilern lagern, wie sie beispielsweise beim Bau der Talbrücke über die Kleine Striegis Verwendung fanden. Unternehmen wie Grün & Bilfinger sowie Siemens-Bauunion reichten Entwürfe in Stahlbetonbauweise ein.
Die Entwurfe der Siemens-Bauunion und der Bauunternehmung Dyckerhoff & Widmann sind zu erwähnen, da bei ihnen das Tal mit einem Stahlbetonbogen mit auf Stützen aufgeständertem Fahrbahnträger überbrückt werden sollte, ähnlich der Teufelstalbrücke bei Hermsdorf (Thüringen).
Beim Bau der Reichsautobahn spielte die Ästhetik des Bauwerks in Verbindung mit der umgebenden Landschaft und die Erkennbarkeit der am Bauwerk wirkenden Kräfte eine entscheidende Rolle. Auch war es von großer Bedeutung, eine gewisse Einheitlichkeit der Bauwerke einer Strecke zu erhalten, die somit und gerade durch solche Großbauwerke eine gewisse Monumentalität des Gesamtbauwerks Reichsautobahn erreichen sollte.
So wurde der Entwurf des MAN-Werks Gustavsburg unter Mitwirkung der Bauunternehmung Grün & Bilfinger ausgewählt. Dieser sah vor, den Überbau mit zwei durchlaufenden stählernen Vollwandträgern (Höhe der Stegbleche 4,5 Meter, Länge 402,90 Meter) in Nietbauweise auszuführen. Gelagert werden sollte dies auf fünf Pfeilern und den beiden Widerlagern (Brückenköpfe). Dabei ergaben sich unterschiedliche Pfeilerabstände, die Hauptstützweite betrug 81,60 Meter.
Als Pfeiler kamen eckige Stampfbetonpfeiler mit Werksteinverblendung aus rötlichem Meißner Granit zur Ausführung.
Bemerkenswert bei diesem Entwurf ist auch das westliche Widerlager. Es erreichte mit seinen Flügelmauern eine Gesamtlänge von 92,10 Metern. Dies verlieh dem Bauwerk zusätzlich einen monumentalen Charakter und integrierte es dadurch besser in das oben in Wiesen und Feldern flach auslaufende Tal.
Da dem Autobahnbenutzer an solchen Bauwerken üblicherweise die Möglichkeit eingeräumt wurde, diese bei einer Rast zu besichtigen, wurde durch das Endbauwerk ein Gewölbetunnel geführt. Des Weiteren wurde eine Aussichtsplattform am Talrand, südlich der Brücke geplant.

## Bauausführung

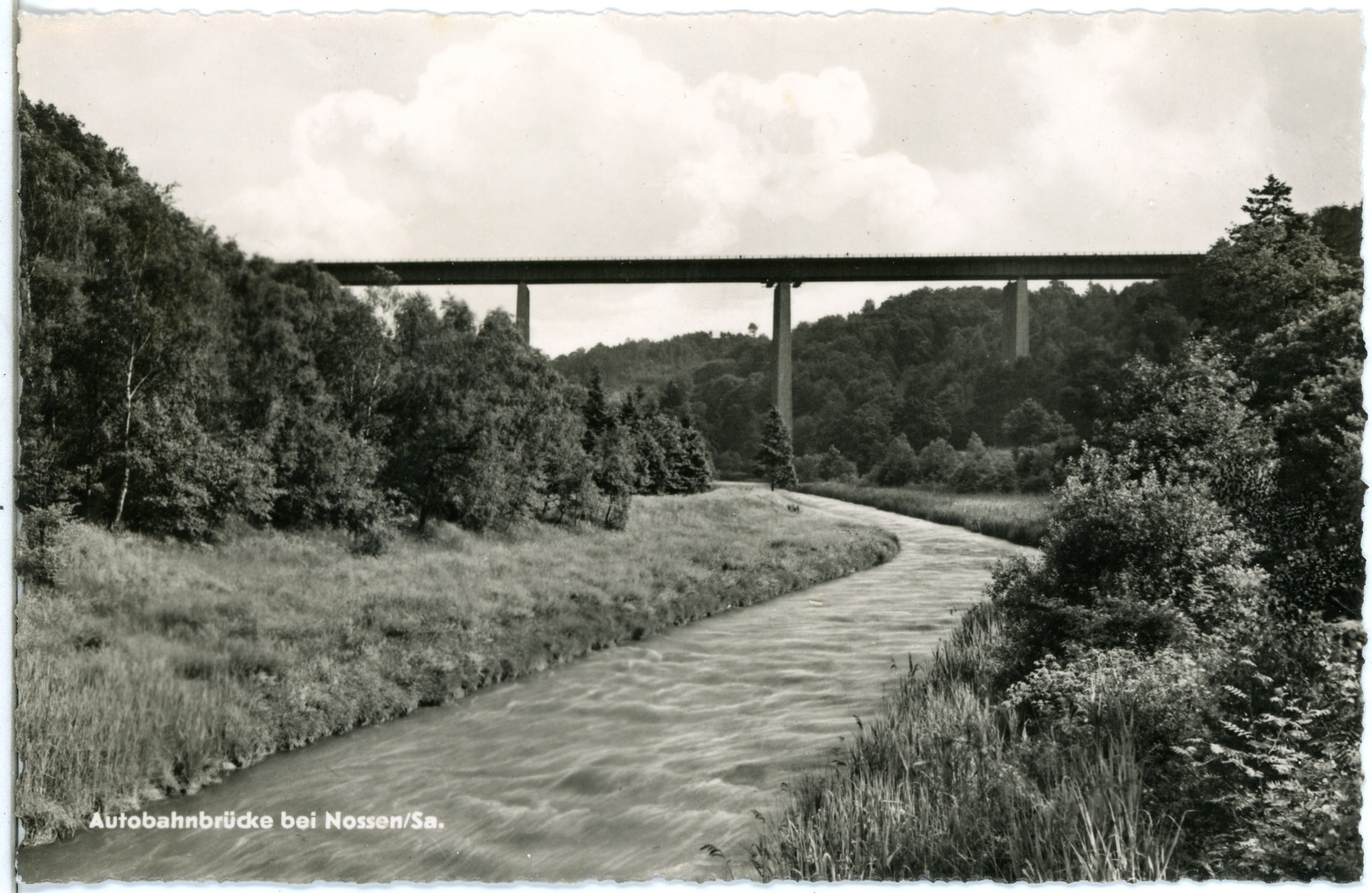
Autobahnbrücke (1962)

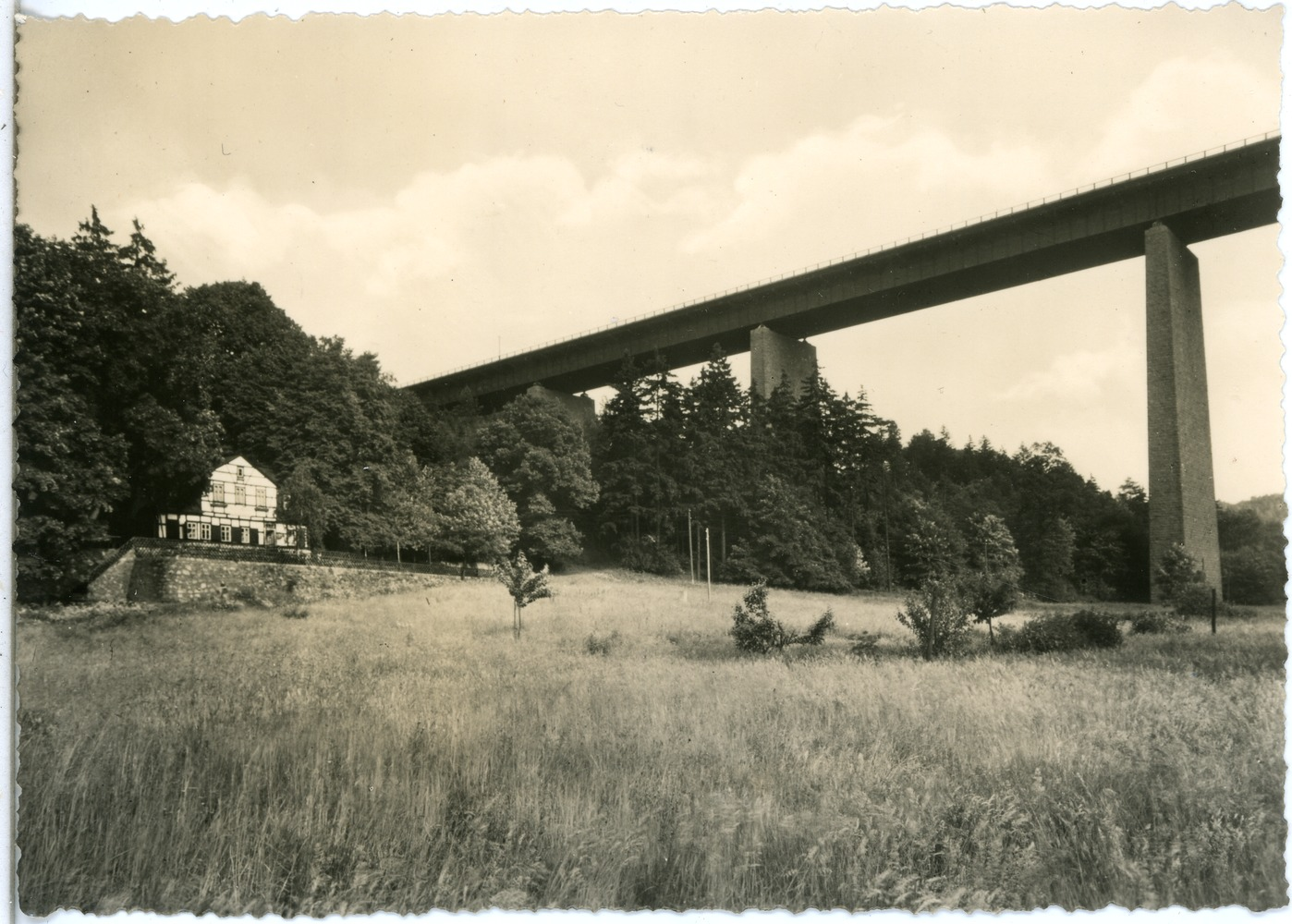
Huthaus mit Autobahnbrücke (1962)

Die Arbeiten an der Gründung, den Pfeilern sowie den Widerlagern und der Fahrbahnplatte wurden in zwei Baulose aufgeteilt. Für das Baulos I (Ostseite) erhielt die Bauunternehmung Grün & Bilfinger, für das Baulos II (West) die Siemens-Bauunion den Zuschlag. Die Vorarbeiten zum Bau der Brücke begannen im September 1935 mit der Einrichtung der Bauplätze. Dazu wurden von der Talsohle aus an beiden Talhängen Schrägaufzüge installiert. Im Tal entstanden Baracken, Lagerplätze für die Baustoffe, Betonmischmaschinen, eine Stromversorgung sowie Lorenbahnen.
Die Baustoffversorgung erfolgte mittels Schmalspurbahn vom Bahnhof Nossen aus.
Das Tal der Freiberger Mulde diente jahrhundertelang als Abbaugebiet von Erzen. Wegen eines Erzgangs musste das Fundament des Pfeilers III (am Weg zum Huthaus) schräg, bis in eine Tiefe von 27 Metern eingebracht werden. Es folgte damit dem Erzgang, um auf festem Gestein gegründet werden zu können.
Durch die Erfahrungen beim Pfeiler III wurden nochmals Baugrunduntersuchungen am Pfeiler IV (am Muldeflussbett) durchgeführt. Zu dieser Zeit war der Pfeiler jedoch bereits 20 Meter hochgemauert. Dieser begann sich nun und gerade auf Grund der Kernbohrungen ungleichmäßig zu setzen, da wegen der Bohrungen unter anderem Wassereinschlüsse im Fels angebohrt wurden und dieser dadurch nachgab. Auch wurden Hohlräume, lose Schuttmassen und Holz – Indizien für mittelalterlichen Bergbau –, sowie eine Wasserquelle angebohrt. Über die 54 Bohrlöcher wurden 254 Kubikmeter Beton eingepresst, um den Baugrund zu stabilisieren. Mitte März 1936, also noch während des Baues der Pfeiler, begann die MAN damit, den Stahlüberbau von der Westseite aus zu montieren. Dies erfolgte bis zum ersten Pfeiler (Pfeiler V) mittels eines Stützgerüstes und ab dem Pfeiler V im Freivorbau mit Hilfsstützen zwischen den Pfeilern. Lieferanten der Stahlbauteile waren die MAN (Gustavsburg), die Gutehoffnungshütte (Oberhausen) und Hein, Lehmann & Co. (Düsseldorf). Dem Bau der Stahlkonstruktion folgte das Aufbringen der 24,60 Meter breiten Fahrbahnplatte aus Stahlbeton. Bereits am 23. November 1936, also gerade 14 Monate nach Baubeginn, konnte Richtfest gefeiert werden.
Beim Bau der Brücke wurden verwendet:
- 35.000 Kubikmeter Beton
- 13.000 Quadratmeter Granitverblendung
- 8500 Tonnen Zement
- 3010 Tonnen Stahl (in der Stahlkonstruktion)

Gearbeitet wurde in zwei und drei Schichten zwischen 5 Uhr und 22 Uhr. Die feierliche Eröffnung der Strecke erfolgte durch Adolf Hitler. Zu dieser wurde im Muldental eine Tribüne errichtet, von der aus er eine Rede hielt und im Anschluss das Bauwerk besichtigte.

## 1945 kurz vor Ende des Krieges

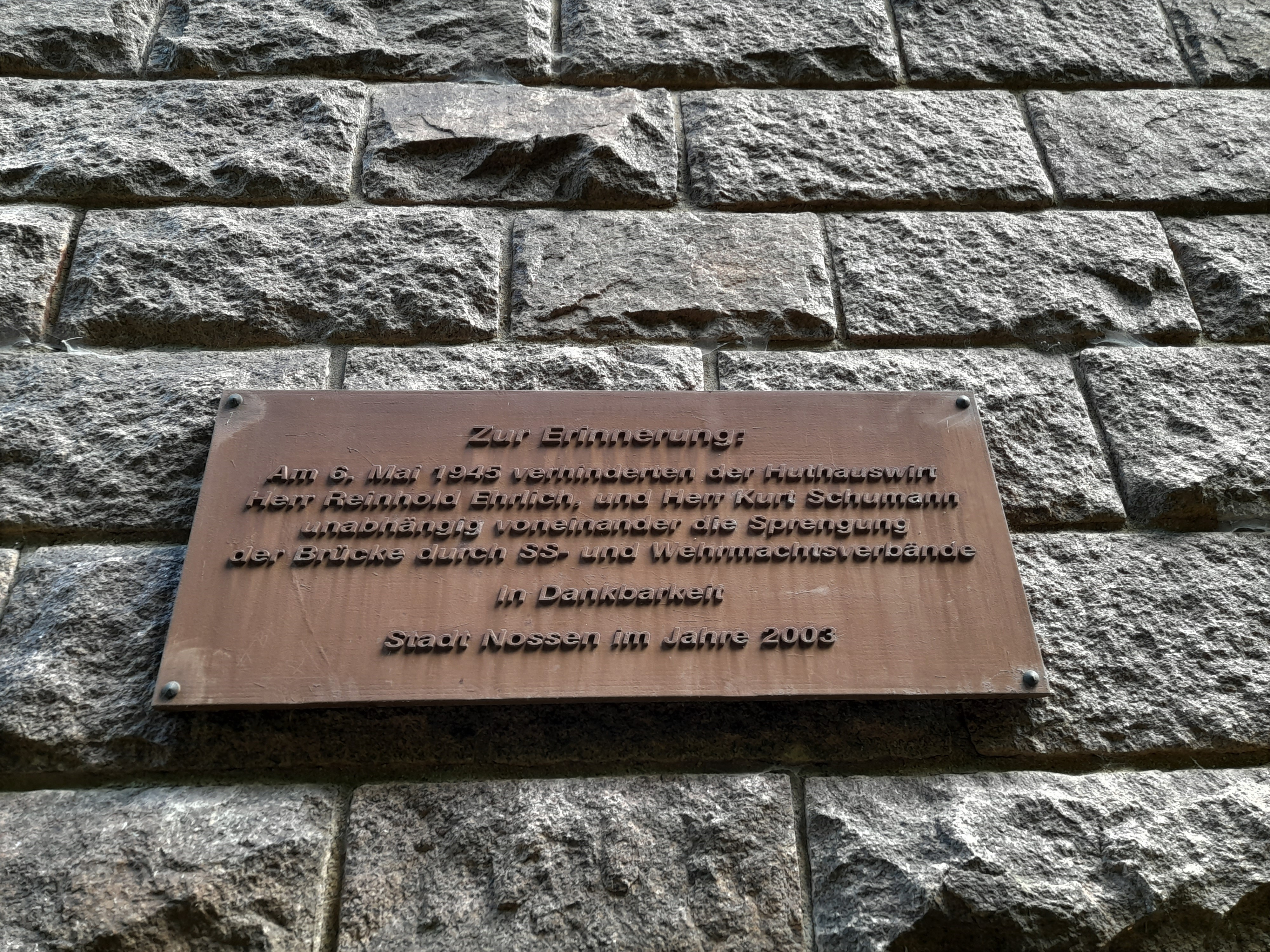
Autobahnbrücke Siebenlehn, Gedenktafel 6. Mai 1945

Auch diese Brücke sollte wie viele andere Tal- und Flussübergänge zum Ende des Zweiten Weltkriegs am 5. Mai 1945, also nur drei Tage vor Kriegsende, gesprengt werden. Dazu installierten deutsche Soldaten Sprengladungen am Pfeiler III in einem bereits beim Bau des Pfeilers eingerichteten Hohlraum. Die Stelle des Hohlraums im Pfeiler war erkennbar an einem Granitstein in der Verblendung, der mit einem „U“ gekennzeichnet war. Durch das beherzte Eingreifen von Reinhold Ehrlich, dem Gastwirt des Ausflugslokals Huthaus im Tal unweit der Brücke, konnte die Sprengung verhindert werden.
Die Brücke blieb in ihrer Grundform erhalten bis zum ab 1994 erfolgten Umbau. Nur der ursprüngliche orangefarbene Rostschutzanstrich der Stahlteile wurde später durch einen grauen überdeckt. Ansonsten blieb es bei Reparaturarbeiten, insbesondere an der Fahrbahnplatte.

## Der sechsstreifige Ausbau der Autobahn

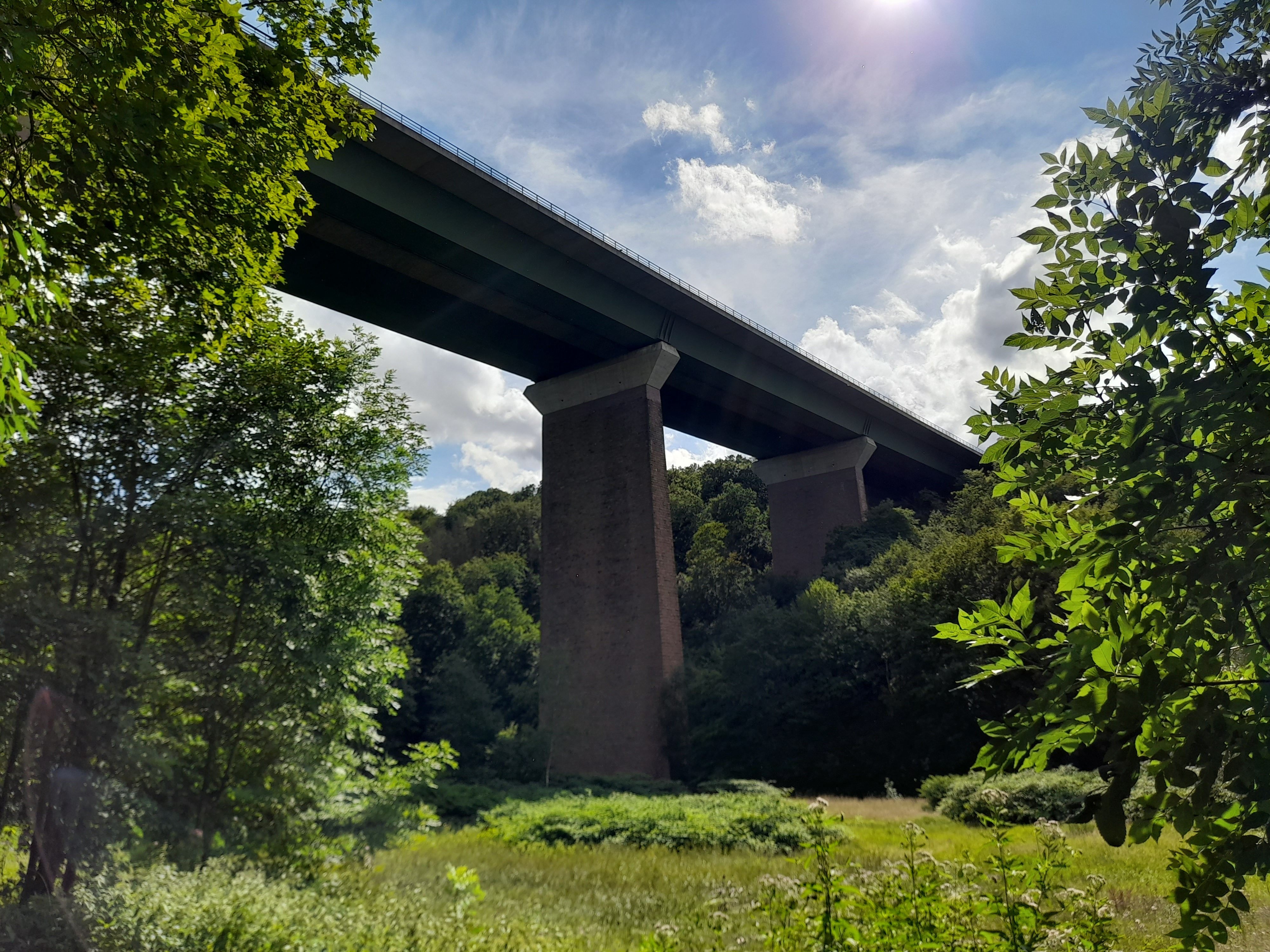
Autobahnbrücke Siebenlehn (2023)

Im Jahr 1994 begannen im Zuge des Aus- bzw. Neubaus der BAB 4 auf 6 Fahr- und 2 Standstreifen auch die Planungen zur Verbreiterung des Brückenüberbaus. Die Gründung und die Pfeiler konnten weiter verwendet werden. Dazu wurde südlich neben den alten Pfeilern jeweils ein Hilfspfeiler errichtet. Den Stahltrog (Unterbau der neuen Südfahrbahn) montierte man in einer am östlichen Talrand errichteten Montagehalle vor und schob ihn in so genannten „Schüssen“ im Taktschiebeverfahren jeweils etwa um 30 bis 40 Meter über die Behelfspfeiler.
Nach dem Erreichen der Westseite wurde die Stahlbetonfahrbahn auf den Trog aufgebracht und die so entstandene „Behelfsbrücke“ an den Verkehr beider Fahrtrichtungen angeschlossen.
Nun begann der Abbruch der alten Fahrbahn und des Stahlüberbaues der alten Brücke sowie die Vorbereitungsarbeiten an den alten Pfeilern. Zur Aufnahme der beiden neuen breiteren Überbauten wurden die Pfeilerköpfe verbreitert und verlängert. Hier nun wurde die nördliche Fahrbahn im gleichen Verfahren wie die südliche Fahrbahn errichtet und nach Fertigstellung dem gesamten Verkehr übergeben.
Im Anschluss folgte der Querverschub der 413 Meter langen Südfahrbahn von den Behelfspfeilern auf die Brückenpfeiler und der Anschluss an den Verkehr. Die Behelfspfeiler wurden abgerissen bzw. gesprengt. Bis auf diverse Ausbesserungsarbeiten wurden die Bauarbeiten an der Brücke im Jahre 1997 beendet.